# Selfie (telessérie)
Selfie é  uma série de televisão norte-americana de comédia de situação criada pela escritora e produtora Emily Kapnek, e exibida na rede de televisão American Broadcasting Company (ABC). Esta série foi produzida pelas empresas Piece of Pie Productions e Warner Bros. Television.
A série foi cancelada pela ABC em 07 de novembro de 2014. Dos 13 episódios gravados, sete foram transmitidos pela emissora. Os episódios restantes foram disponibilizados online.

## Sinopse
Uma mulher de vinte e poucos anos, chamada Eliza (Karen Gillan) está mais preocupada no número de “curtidas” que recebe nas redes sociais do que ser realmente admirada na vida real. Depois de um humilhante – e público – fim de relacionamento, ela se torna vítima de um vídeo viral e de repente ganha mais “seguidores” do que jamais imaginou – mas pelas razões erradas. Ela pede a ajuda de um especialista em marketing na sua empresa para ajudar a reparar a sua imagem.

## Elenco

### Elenco regular
- Karen Gillan como Eliza Dooley (baseado em Eliza Doolittle)
- John Cho como Henry Higgs (baseado em Henry Higgins)
- Da'Vine Joy Randolph como Charmonique Whitaker
- Allyn Rachel como Bryn
- David Harewood como Sam Saperstein, presidente da KinderKare Pharmaceuticals

### Elenco recorrente
- Samm Levine como Terrance, casado com Maureen Saperstein e genro de Sam e Yazmin Saperstein
- Brian Huskey como Larry, empregado na KinderKare Pharmaceuticals
- Giacomo Gianniotti como Freddy (baseado em Freddy Eynsford-Hill)
- Matthew Cardarople como Charlie, assistente do Henry
- Jennifer Hasty como Joan, empregada na KinderKare Pharmaceuticals
- Hayley Marie Norman como Maureen Saperstein, casada com Terrance, filha de Sam e Yazmin Saperstein
- Natasha Henstridge como Yazmin Saperstein, mulher de Sam Saperstein, mãe Maureen e sogra de Terrence
- Allison Miller como Julia Howser, uma pediatra urologista que namorou Henry
- Martin Lawrence como Charlie, assistente de Henry
- Patty Troisi como Linda, empregada da KinderKare
- Nikhil Pai como Raj, novo empregado da KinderKare que trabalha na área de recursos humanos
- Kelsey Ford como Prue, amiga de Bryn e membro do clube de livro
- Coleen Smith como Wren, amiga de Bryn e membro do clube do livro
- Amanda Jane Cooper como Eyelet, amiga de Bryn e membro do clube do livro
- Sapir Azulay como Thistle, amiga de Bryn e membro do clube do livro
- Keith L. Williams como Kevin, filho de Charmonique
- Tim Peper como Ethan, amigo de Henry que trabalha na KinderKare. Ele apareceu no episódio piloto e estava presente nas imagens promocionais da série com o elenco principal, mas após isso, o ator deixou o show.